# Perg
Perg je okresní město ležící v rakouské spolkové zemi Horní Rakousy v okrese Perg. Žije zde přibližně 9 500 obyvatel.

## Historie
Město bylo původně součástí Bavorského vévodství. Avšak ve 12. století patřilo už pod nově vzniklé Rakouské vévodství. Roku 1269 udělil český král Přemysl Otakar II. Pergu trhové právo. V průběhu napoleonských válek bylo město několikrát obsazeno.

## Partnerská města
- Schrobenhausen, Německo